# Charlie Cox

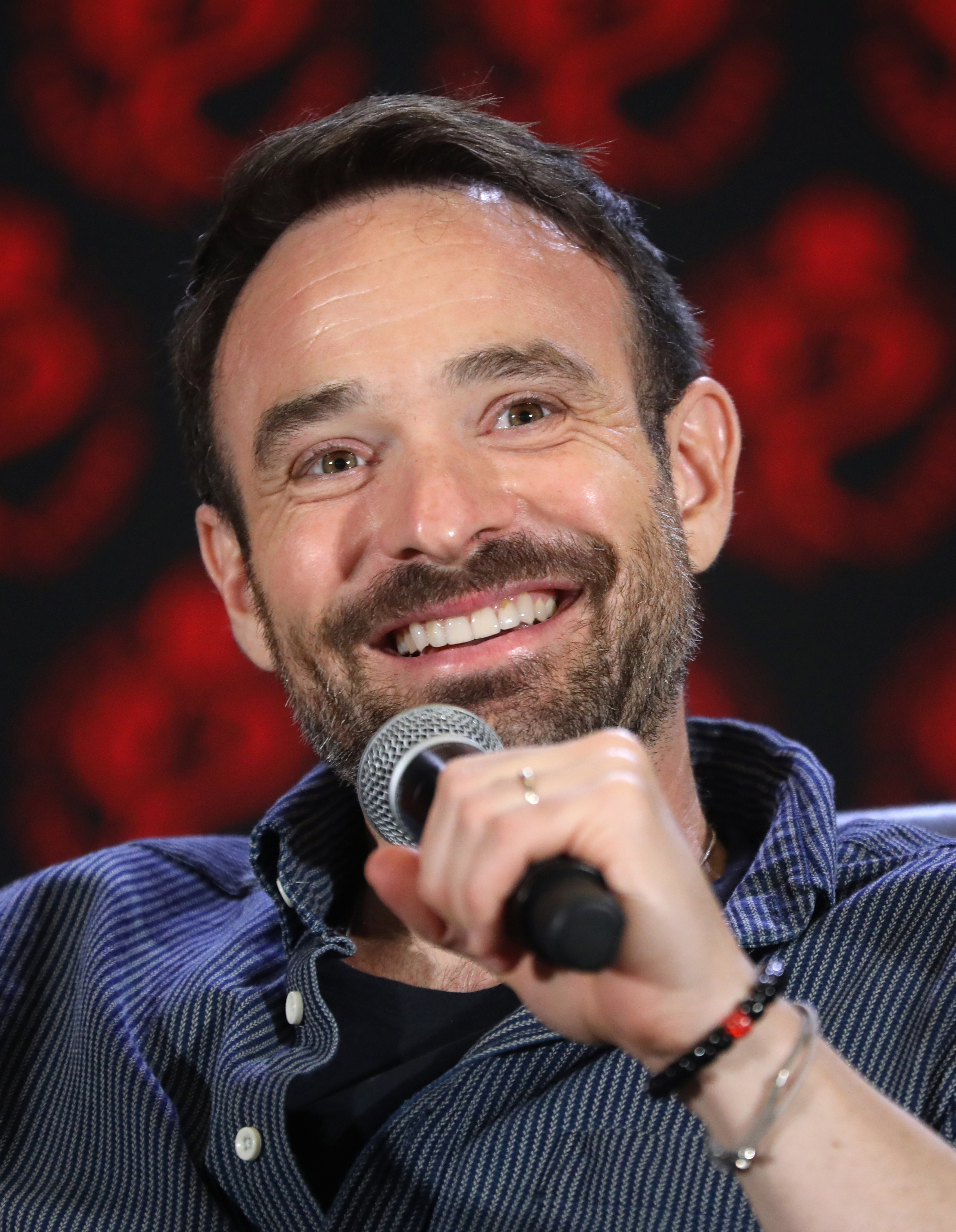
Charlie Cox (2024)

Charlie Thomas Cox (* 15. Dezember 1982 in London, England) ist ein britischer Schauspieler.

## Leben
Als jüngstes von fünf Kindern wuchs Charlie Cox in der britischen Grafschaft East Sussex auf. Später genoss Cox seine Ausbildung an der Sherborne Schule in Sherborne in der Grafschaft Dorset, wo er mit dem Gerald Pitman Award ausgezeichnet wurde. Cox, der bereits früh Schauspieler werden wollte, besuchte daraufhin die Bristol-Old-Vic-Schauspielschule.
2002 erhielt er eine Gastrolle in der britischen BBC-Fernsehserie Judge John Deed. Sein Filmdebüt gab Cox 2003 in dem Liebesdrama Ein gefährlicher Kuss an der Seite von Gael García Bernal. In den folgenden Jahren spielte er Nebenrollen in Filmen wie Michael Radfords Shakespeare-Adaption Der Kaufmann von Venedig (2004) und  Lasse Hallströms Casanova (2005). Mit seiner Hauptrolle in Matthew Vaughns Fantasyfilm Der Sternwanderer (2007) erlangte er internationale Bekanntheit, konnte aber an diesen Erfolg zunächst nicht anknüpfen. 2014 spielte er eine Nebenrolle in dem preisgekrönten Stephen Hawking-Biopic Die Entdeckung der Unendlichkeit (2014). Außerdem war er auf der Bühne des Southwark Playhouse zu sehen, unter anderem in Harold Pinters Theaterstücken Der Liebhaber und Die Kollektion.
Internationalen Erfolg feierte Cox wieder ab dem Jahr 2015 mit der Hauptrolle des titelgebenden Superhelden in der Marvel-Fernsehserie Marvel’s Daredevil. Diesen verkörperte er ebenfalls in den Miniserien Marvel’s The Defenders (2017) und She-Hulk: Die Anwältin (2022), im Film Spider-Man: No Way Home (2021) sowie der Miniserie Echo (2023). Mit Daredevil: Born Again erschien 2025 eine weitere Fortsetzungsserie mit Daredevil als Hauptfigur, deren zweite Staffel bereits für 2026 angekündigt ist.

## Privates
Seit 2018 ist er mit seiner langjährigen Lebensgefährtin, der Schauspielerin und Produzentin Samantha Thomas, verheiratet. Zusammen haben sie zwei Kinder (geb. 2016 und 2020).

## Filmografie (Auswahl)
- 2003: Ein gefährlicher Kuss (Dot the I)
- 2004: Things to Do Before You’re 30
- 2004: Der Kaufmann von Venedig (The Merchant of Venice)
- 2005: Casanova
- 2006: Lewis – Der Oxford Krimi: Die Schlüssel zum Mord (Lewis, Fernsehfilm)
- 2007: Der Sternwanderer (Stardust)
- 2009: Glorious 39
- 2010: There Be Dragons
- 2010: Moby Dick (Fernsehserie, zwei Episoden)
- 2010: Downton Abbey (Fernsehserie, eine Episode)
- 2011: Glaube, Blut und Vaterland (There Be Dragons)
- 2011–2012: Boardwalk Empire (Fernsehserie, 23 Episoden)
- 2013: Hello Carter
- 2014: Die Entdeckung der Unendlichkeit (The Theory of Everything)
- 2015–2018: Marvel’s Daredevil (Fernsehserie, 39 Episoden)
- 2017: Marvel’s The Defenders (Fernsehserie, 8 Episoden)
- 2017: Eat Locals
- 2018: Ein letzter Job (King of Thieves)
- 2021: Spider-Man: No Way Home
- 2021–2023: Kin (Fernsehserie, 16 Episoden)
- 2022: She-Hulk: Die Anwältin (She-Hulk: Attorney at Law, Fernsehserie, zwei Episoden)
- 2022: Treason (Fernsehserie, 5 Episoden)
- 2024: Echo (Fernsehserie, eine Episode)
- 2025: Adults (Fernsehserie, 3 Episoden)
- 2025: Der freundliche Spider-Man aus der Nachbarschaft (Your Friendly Neighborhood Spider-Man, Fernsehserie, zwei Episoden, Stimme)
- seit 2025: Daredevil: Born Again (Fernsehserie)

## Videospiel-Synchronisation
- 2025: Clair Obscur: Expedition 33